# Így neveld a sárkányodat 2.
Az Így neveld a sárkányodat 2. (eredeti cím: How to Train Your Dragon 2) 2014-ben bemutatott amerikai 3D-s számítógépes animációs film, amely Cressida Cowell 2003-as azonos című könyve alapján készült, az Így neveld a sárkányodat-trilógia második része. A 29. DreamWorks-film rendezője és írója Dean DeBlois. Az animációs játékfilm producere Bonnie Arnold, zeneszerzője John Powell. A mozifilm a  DreamWorks Animation gyártásában készült, a 20th Century Fox forgalmazásában jelent meg.
Amerikában 2014. május 16-án, Magyarországon 2014. június 19-én mutatták be a mozikban.

## Cselekmény
|  | Alább a cselekmény részletei következnek! |

A történet 5 évvel ezelőtt kezdődött, azóta pedig Hibbant-sziget lakói már megbékéltek a sárkányokkal. Most együtt élnek a hibbant-szigetiek a sárkányokkal, gondoskodnak a kényelmükről és segítik egymást. Hablaty és saját sárkánya, Fogatlan, együtt fedezik fel a többi szigetet és térképet készítenek róluk, míg a többi sárkánylovas "Sárkány-versennyel" tölti az időt. Hablaty most húszéves és nagykorúvá vált, így apja, Pléhpofa őt akarja kinevezni a falu főnökének. Hablaty nem örül ennek a hírnek, inkább szeretné még felfedezni a távoli szigeteket, mert nem érzi, hogy készen állna erre a feladatra.
Egy alkalommal Hablaty, Astrid, Viharbogár és Fogatlan felfedeznek egy csapatnyi sárkányvadászt, akik sárkányokat ejtenek csapdába, hogy elszállítsák azokat megbízójuknak, Drakó Vérdungnak. Hablaty mindezt jelenti az apjának, aki elmondja, hogy Drakó Vérdung egy őrült eszelős, aki egykor azt tervezte, hogy meghódítja a világot félelmetes sárkánysereget szervezve. Szerinte meg kell védeniük tőle a falut és a sárkányaikat. Hablaty azonban más megoldást keres a bajra, ezért Fogatlannal elindul, hogy megkeresse Drakót és észszerűen beszéljen vele.
Útja során elrabolja őt egy titokzatos sárkánylovas, aki egy sárkányok lakta eldugott helyre viszi őt. Itt a sárkánylovasról kiderül, hogy valójában nő, valamint ő Hablaty rég elveszett édesanyja, Valka, akit mindenki halottnak vélt. Mikor még Hablaty egészen kicsi volt, elragadta őt egy sárkány, de nem bántotta, hanem ide hozta. Valka azóta élt itt a sárkányokkal együtt és rengeteget tanult tőlük. Titkait megmutatja Hablatynak is, mely során anya és fia igazán közel kerülnek egymáshoz.
Közben a vikingek az eltűnt Hablaty keresésére indulnak. Hablaty barátnője Astrid, és még néhány barátja azt hiszik, a fiút elkapta Drakó Vérdung, ezért felkutatják annak rejtekhelyét. Itt szembetalálják magukat az elvetemült férfival, aki szörnyű kegyetlenségekre kényszeríti a sárkányokat, mivel jól ismeri azoknak gyenge pontjait. Célja, hogy megtámadja a fészküket, és megölje az "Alfasárkányt", akinek minden sárkány engedelmeskedik (olyan akár a méhek közt a királynő), és saját Alfajával helyettesítse, akit egyedül ő képes irányítani. Astrid és a vikingek fogságba esnek, de megmenti őket Eret, egy fiatal sárkányvadász, aki elpártol Drakótól. Ezután mind a sárkányfészek felé veszik az irányt, hogy megállítsák Drakó ördögi tervét.
Közben Hablaty apja megtalálja a fiát, valamint elveszettnek hitt feleségét, akit rendkívül örül, hogy újra láthat. A kezdeti viszontagságok után a családjuk hatalmas boldogságban egyesül.
Ám örömük nem tart sokáig, ugyanis felbukkan Drakó és serege, akik megostromolják a sárkányfészket. Hablaty és családja felveszik ellenük a harcot, valamint segítségükre lesz Astrid és a többi viking is. A sárkányfészket védelmező Alfasárkány
megküzd Drakó Alfasárkányával, amiből végül az utóbbi kerül ki győztesen. Hablaty megpróbálja észhez téríteni Drakót a sárkányokkal kapcsolatban, hogy lehetnek szelídek és jók is, de ő nem hallgat rá, hivatkozva megcsonkolt karjára, melyet egy sárkány tett vele. Az Alfasárkány átveszi az irányítást a többi sárkány felett (köztük Fogatlanon is), akik így a vikingek ellen fordulnak. Fogatlan öntudtán kívül rátámad Hablatyra, s kis híján megöli őt, de Pléhpofa megmenti a fiát, ami sajnos az életébe kerül. Szörnyű tettéért Hablaty dühében elkergeti sárkányát. Így Fogatlannal kiegészülve, Drakó az egész fészekaljnyi sárkány élén Hibbant-sziget felé veszi az irányt, hogy meghódíthassa a falut.
A vikingek kellő búcsúztatásban részesítik Pléhpofát. Ezt követően Valka biztosítja a fiát, eljött az ideje, hogy apja nyomdokaiba lépjen, és védje meg Hibbant-sziget lakóit. Így hát a vikingek harcra készen, visszatérnek a szigetre bébisárkányok hátán (ők az egyetlennek, akik nem engedelmeskednek az Alfa akaratának).
A szigetet ekkorra már megtámadták Drakó sárkányai, és szörnyű nagy pusztításokat okoznak. Hablaty azonban szembeszáll ellene, mely során megpróbálja észhez téríteni Fogatlant, aki még mindig az Alfa akaratának szolgálatában áll. Szavaival sikerül ráébresztenie szeretett sárkányát valódi önmagára, s miután ő visszanyeri lélekjelenlétét, Hablaty oldalán küzd a sziget megmentéséért. Szemszegül az Alfasárkánnyal, és az ő vezetésével a többi sárkány is megtörik annak elnyomása alatt, s immár mind együtt küzdenek a vikingek élén. A legyőzött Alfasárkány, Drakóval együtt végül elsüllyed a tenger mélyére. Hősies tettükkel, Fogatlan lesz az új Alfa, Hablatyot pedig hivatalosan is a falu vezérének választják.
A történet vége (hasonlóan az első részhez) hibbant-szigetiek boldog életét mutatja be, akik immár teljes békében élnek együtt, új vezetőjükkel, és új sárkányaikkal.
|  | Itt a vége a cselekmény részletezésének! |

## Szereplők
| Szereplő      | Eredeti hang             | Magyar hang     |
| ------------- | ------------------------ | --------------- |
| Hablaty       | Jay Baruchel             | Hamvas Dániel   |
| Pléhpofa      | Gerard Butler            | Rosta Sándor    |
| Valka         | Cate Blanchett           | Kéri Kitty      |
| Astrid        | America Ferrera          | Csifó Dorina    |
| Drakó Vérdung | Djimon Hounsou           | Király Attila   |
| Bélhangos     | Craig Ferguson           | Besenczi Árpád  |
| Takonypóc     | Jonah Hill               | Berkes Bence    |
| Halvér        | Christopher Mintz-Plasse | Morvay Bence    |
| Kőfej         | Kristen Wiig             | Berkes Boglárka |
| Fafej         | T. J. Miller             | Baráth István   |
| Eret fia Eret | Kit Harington            | Czető Roland    |

További magyar hangok: Bárány Virág, Csuha Lajos, Dézsy Szabó Gábor, Fehér Péter, Ficzere Béla, Holl Nándor, Király Adrián, Lipcsey-Colini Borbála, Mesterházy Gyula, Mohácsi Nóra, Orosz Ákos, Réti Szilvia, Sarádi Zsolt, Sörös Miklós, Stern Dániel, Szabó Máté, Szkárosi Márk, Törköly Levente

## Magyar változat
A szinkront a Mafilm Audio Kft. készítette. Forgalmazza az InterCom Zrt..
- Magyar szöveg: Tóth Tamás
- Hangmérnök: Fék György
- Rendezőasszisztens és vágó: Kajdácsi Brigitta
- Gyártásvezető: Kincses Tamás
- Szinkronrendező: Csörögi István

## Forgalmazás
- Keverés: Deluxe
- Mozi-, DVD- és BD-forgalmazó: InterCom

## Betétdalok
A film zenéjét John Powell szerezte. A filmzene felvételeit 2014 áprilisában készítették az Abbey Road Studios londoni hangstúdióban, 120 zenész és 100 tagú kórus segítségével. A filmzenében olyan népi hangszereket is felhasználtak, mint a kelta hárfa, uilleann duda, csőfuvola és a bodhránt.
Sigur Rós írta és énekelte az Így neveld a sárkányodat első részében a „Sticks & Stones” című dalt. Elkészített két új eredeti dalt John Powell együttműködésével . Alexander Rybak belarusz származású norvég hegedűművész készítette az „Into a Fantasy” című dalt, ami a filmzene CD európai változatában jelent meg bónusz számként.
A filmzene CD-jét 2014. június 17-én adta ki a Relativity Music Group.
| Sz. | Cím                                            | Hossz |
| --- | ---------------------------------------------- | ----- |
| 1.  | "Dragon Racing"                                | 4:34  |
| 2.  | "Together We Map the World"                    | 2:19  |
| 3.  | "Hiccup the Chief/Drago’s Coming"              | 4:44  |
| 4.  | "Toothless Lost"                               | 3:28  |
| 5.  | "Should I Know You?"                           | 1:56  |
| 6.  | "Valka’s Dragon Sanctuary"                     | 3:19  |
| 7.  | "Losing Mom/Meet the Good Alpha"               | 3:24  |
| 8.  | "Meet Drago"                                   | 4:26  |
| 9.  | "Stoick Finds Beauty"                          | 2:33  |
| 10. | "Flying with Mother"                           | 2:49  |
| 11. | "For the Dancing and the Dreaming"             | 3:06  |
| 12. | "Battle of the Bewilderbeast"                  | 6:26  |
| 13. | "Hiccup Confronts Drago"                       | 4:06  |
| 14. | "Stoick Saves Hiccup"                          | 2:23  |
| 15. | "Stoick’s Ship"                                | 3:48  |
| 16. | "Alpha Comes to Berk"                          | 2:20  |
| 17. | "Toothless Found"                              | 3:46  |
| 18. | "Two New Alphas"                               | 6:06  |
| 19. | "Where No One Goes" (készítette: Jónsi)        | 2:44  |
| 20. | "Into A Fantasy" (készítette: Alexander Rybak) | 3:32  |

## Díjak, jelölések
- Golden Globe-díj: legjobb animációs film (2014)

## Televíziós megjelenések
- TV2, Cool TV